# ドゥカティ・1098
ドゥカティ・1098とは、ドゥカティが製造販売しているオートバイの車種である。同社の「スーパーバイクシリーズ」の車種でありスーパースポーツに分類される。

## 概要
2007年に、ドゥカティ・999の後継車として発売された。スーパーバイク (Superbike) と名が付いているのは、スーパーバイク世界選手権に参加する車両という意味である。
999から排気量をアップし、シャシーやエンジンを一新した。エキゾーストは2-1-2となっており、エンジンとともに軽量化された。
日本製オートバイとは比較にならないほどスパルタンな乗り味を持っているため、人によって好き嫌いがハッキリ分かれ、辛口なバイクが好きな人にとってはたまらない魅力を持つマシンである。
センターアップのサイレンサーと太もも付近にエキゾーストパイプがあるので着座位置は非常に熱く、場合によっては火傷を負う恐れがある。従って、乗車の際は皮ツナギまたは皮パンツ着用が望ましい。

## モデル一覧
- 1098
- 1098R
- 1098S
- 1098S Tricolore

1098Rは1098という名前ではあるが、スーパーバイク世界選手権のホモロゲーションを取るために約100cc拡張され1198ccになっている。